# Tursonói Ajúnova
Tursunói Majmúdovna Ajúnova (en ruso: Турсуной Махмудовна Ахунова, en uzbeko: Tursunoy Oxunova; 20 de mayo de 1937 - 21 de septiembre de 1983) fue una de las primeras conductoras de cosechadoras de algodón de Uzbekistán y recibió el título de Héroe del Trabajo Socialista en 1959 y 1978 por sus altos rendimientos de algodón. Miembro del Partido Comunista desde 1962 y destacada iniciadora de la mecanización de la cosecha de algodón, se convirtió en una figura destacada de la política uzbeka, sirviendo en el Sóviet Supremo de la URSS en las convocatorias sexta a octava de 1962 a 1974 y también en el Presidium del Sóviet Supremo. 

## Primeros años de vida
Ajúnova nació el 20 de mayo de 1937 en una familia uzbeka en la aldea de Pakhta, cerca de Tashkent. Después de completar el octavo grado de la escuela, asistió a la Escuela Karasu de Mecanización Agrícola en Osh, República Socialista Soviética de Kirguistán, donde se graduó en 1954 como una de las primeras mujeres uzbekas capacitadas como conductoras de cosechadoras de algodón.

## Carrera agrícola
En 1954 Ajúnova se convirtió en conductora de una cosechadora de algodón en la granja colectiva que lleva el nombre de SM Kirov en el distrito de Chinoz, en la provincia de Tashkent. Aunque sólo cosechó 20 toneladas de algodón en 1955, por debajo de la producción promedio de 30 toneladas por máquina que se esperaba, mejoró enormemente su productividad a lo largo de los años, alcanzando 210 toneladas de algodón recolectadas en 1959. 
Por su alta productividad en la cosecha de algodón, inicialmente recibió la Orden de Lenin el 14 de diciembre de 1959, pero pronto, el 25 de diciembre de 1959, el decreto fue cancelado y reemplazado por la concesión del título de Héroe del Trabajo Socialista con la Orden de Lenin. Luego fue ascendida al puesto de capataz de brigada en la granja colectiva, donde inició la mecanización de todas las demás partes de la producción de algodón. 
En 1962 se convirtió en diputada del Sóviet Supremo, cargo que ocupó hasta 1974. En 1967 recibió el premio Lenin por su papel en la introducción de una cosechadora de algodón de cuatro hileras. Finalmente, el 20 de febrero de 1978, recibió otra estrella de oro de Héroe del Trabajo Socialista por sus logros en la competencia laborista de todos los sindicatos y la implementación exitosa de planes para aumentar la producción de algodón. Continuó trabajando como capataz de brigada en la granja colectiva hasta que su salud se deterioró hasta el punto de que ya no pudo trabajar más. A lo largo de su vida, fue una firme defensora de que más mujeres uzbekas aceptaran trabajar como conductoras de cosechadoras de algodón y apareció con frecuencia en los periódicos uzbekos. Murió el 21 de septiembre de 1983 tras una larga enfermedad.

## Premios
- Héroe del Trabajo Socialista (25 de diciembre de 1959 y 20 de febrero de 1978)
- Tres Orden de Lenin (25 de diciembre de 1959, 14 de febrero de 1975 y 20 de febrero de 1978)
- Orden de la Bandera Roja del Trabajo (11 de enero de 1957)
- Medalla "Al Trabajo Distinguido" (1 de marzo de 1965)
- Premio Lenin (1967)

## Otras lecturas
- Rakhim, Ibrakhim (14 de diciembre de 1960). «Турсуной ва унинг дугонлари». Қизил Ўзбекистони. p. 3.
- Qurtnezirov, Z. (22 de febrero de 1962). «Шараф». Қизил Ўзбекистони. p. 1.
- Akhunova, Tursunoy (6 de agosto de 1964). «Мард майдонда синалади». Совет Ўзбекистони. p. 1.
- «Колхозда митинг». Совет Ўзбекистони. 9 de septiembre de 1977. pp. 1-2.
- «В ответ на призыв партия». Ogonyok (10): 7. 1978.

- Datos: Q4073249
- Multimedia: Tursunoy Akhunova / Q4073249